# Мадани, Тала
Тала Мадани (перс. طلا مدنی‎; род. 1981[…], Тегеран) — иранская художница.

## Биография
В 1994 году переехала в Орегон, США. В 2004 году получила степень бакалавра в области политологии и изобразительного искусства Орегонского государственного университета в Корваллисе. В 2006 году окончила Школу искусств Йельского университета в Нью-Хейвене, где получила степень магистра искусств в области живописи.
Мадани известна тем, что в своих картинах использует мультяшные и преувеличенные сексуальные образы.
В 2013 году участвовала в судебном процессе: Independence Collection LLC против Талы Мадани. Во время обучения в Университете штата Орегон у Мадани был арендованный склад для хранения вещей, в котором находились 114 её картин. Позже, склад был выставлен на аукцион и все картины приобрела компания Independence Collection, LLC.
В 2017 году работа Мадани была включена в биеннале Уитни.

## Награды
- Награда Фонда Луи Комфорта Тиффани (2013)
- Премия Екатерины Доктороу за современную живопись (2013)
- Премия Де Фолькскранта в области искусства (2012)
- PinchukArtCentre (2012)
- Стихтинговая стипендия им. Ван ден Берха ван Хеемстеде (2008)
- Стипендия Киса Вервея (2007)[15][16][17][18]